# One-Night-Stand (Astronomie)
Ein One-Night-Stand (ONS) beschreibt in der Astronomie eine nur in einer Nacht beobachtete Umlaufbahn eines Asteroiden um die Sonne. Aus den wenigen Beobachtungen kann keine Zuordnung zu den bekannten Bahnelementen eines Kleinplaneten erfolgen, noch kann der astronomische Körper später wieder aufgefunden werden. Die Bezeichnung erfolge in Anlehnung an den One-Night-Stand als eine einmalige sexuelle Beziehung.
Der Begriff des One-Night-Stands ist von Brian G. Marsden vom Minor Planet Center geprägt worden um Beobachtungen von Kleinplaneten zu beschreiben, die nur von einer Nacht vorliegen. Diese Positionen können weder einem bekannten Asteroiden oder Kometen zugeordnet werden noch kann aufgrund des geringen Bahnbogens eine Berechnung der zukünftigen Position erfolgen.
Im Jahre 2014 waren 3 Millionen ONS Datensätze im Minor Planet Center aufgeführt im Vergleich zu weniger als 400000 Asteroiden, die nummeriert wurden und 250000 Asteroiden, die bei einer oder zwei Oppositionen nachgewiesen werden konnten.